# Moncoutant-sur-Sèvre
Moncoutant-sur-Sèvre – gmina we Francji, w regionie Nowa Akwitania, w departamencie Deux-Sèvres. W 2016 roku liczba ludności wynosiła 5212 mieszkańców. 
Gmina została utworzona 1 stycznia 2019 roku z połączenia sześciu ówczesnych gmin: Le Breuil-Bernard, La Chapelle-Saint-Étienne, Moncoutant, Moutiers-sous-Chantemerle, Pugny oraz Saint-Jouin-de-Milly. Siedzibą gminy została miejscowość Moncoutant. 